# Saint-Liboire
Saint-Liboire es un municipio perteneciente a la provincia de Quebec en Canadá. Está ubicado en el municipio regional de condado (MRC) de Les Maskoutains en la región de Montérégie-Est.

## Geografía
Saint-Liboire se encuentra en la planicie del San Lorenzo al este de la ciudad de Saint-Hyacinthe y 56 kilómetros al oeste de Richmond.  Limita al norte con Sainte-Hélène-de-Bagot, al este con Upton, al sur con Saint-Valérien-de-Milton, al suroeste con Saint-Dominique, al oeste con Saint-Hyacinthe y al noroeste con Saint-Simon. Su superficie total es de 75,08 km², de los cuales 74,78 km² son tierra firme. El río Negro baña el sureste del territorio del municipio.

## Urbanismo
El rang Saint-Édouard atraviesa el pueblo de Saint-Liboire y va al enlace con la Autopista Jean-Lesage (autopista 20 y a Saint-Simon al noroeste. La autopista va a Saint-Hyacinthe y Montreal al oeste y hacia Drummondville al este. El rang Charlotte (carretera nacional 116) une la comunidad local a Upton al este aunque el rang Saint-Georges (carretera regional 211) se dirige hacia Saint-Valérien-de-Milton al sur. El pueblo se conecta con las carreteras 116 y 211 por la route Quintal y la rue Saint-Patrice.

## Historia
El territorio del actual Saint-Liboire estaba ubicado en los señoríos de Saint-Hyacinthe y de Ramezay en Nueva Francia. En 1856, la parroquia católica de Saint-Liboire, honrando Liboire-Henri Girouard, cura de Saint-Simon, de Saint-Hugues y de Marieville, fue creada por separación de las parroquias de Saint-Simon y de Saint-Dominique. El municipio de parroquia de mismo nombre fue instituido en mismo año. La oficina de correos de Saint-Liboire abrió en 1860. El municipio de pueblo de Saint-Liboire fue creado en 1919 por separación del municipio de parroquia. Durante la creación de los MRC en 1981, los dos municipios de Saint-Liboire fueron integrados al MRC de Acton. En 1989, los municipios de Saint-Liboire, antes en el MRC de Acton, se unieron al MRC de Les Maskoutains. En 1994, el municipio actual de Saint-Liboire fue formada por agrupación de los municipios de parroquia y de pueblo.

## Política
El consejo municipal se compone del alcalde y de seis consejeros sin división territorial. El alcalde actual (2015) es Denis Chabot, que sucedió a Sylvain Gauvreau en 2009.
|            | 2005-2009                                                                             | 2009-2013                                                                                  | 2013-2017                                                                                 |
| Alcalde    | Sylvain Gauvreau                                                                      | Denis Chabot                                                                               | Denis Chabot                                                                              |
| Consejeros | Denis Chabot Sylvain Fabris Francine Lajoie Guylaine Morin Claude Vadnais Yves Winter | Claude Beauregard Francine Lajoie Guylaine Morin Raymond Tardif Claude Vadnais Yves Winter | Johanne Grégoire Nadine Lavallée Guylaine Morin Nicolas Proulx Claude Vadnais Yves Winter |

* Al inicio del termo pero no al fin.  ** Al fin del termo pero no al inicio.  
A nivel supralocal, Saint-Liboire forma parte del MRC de Les Maskoutains. El territorio del municipio está ubicado en la circunscripción electoral de Saint-Hyacinthe a nivel provincial y de Saint-Hyacinthe—Bagot a nivel federal.

## Demografía
Según el censo de Canadá de 2011, Saint-Liboire contaba con 3051 habitantes. La densidad de población estaba de 41,9 hab./km². Entre 2006 y 2011 hubo un aumento de 156 habitantes (5,4 %). En 2011, el número total de inmuebles particulares era de 1107, de los cuales 1080 estaban ocupados por residentes habituales, otros siendo desocupados o residencias secundarias. El pueblo de Saint-Liboire contaba con 1556 habitantes, o 51,0 % de la población del municipio, en 2011. La superficie del pueblo es de 1,30 km² y la densidad de población era de 1195,2 hab./km².
Evolución de la población total, 1991-2015

## Cultura
La biblioteca de Saint-Liboire contiene 11 000 libros.